# Quiéreme y verás
Quiéreme y verás és una pel·lícula de comèdia de migmetratge cubana del 1995 dirigida per Daniel Díaz Torres amb un guió de Guillermo Rodríguez Rivera i produïda per l'ICAIC. Fou exhibida com a part de la secció oficial a la III Mostra de Cinema Llatinoamericà de Lleida.

## Sinopsi
Tres individus intenten assaltar un banc a l'Havana Vella, el 31 de desembre de 1958 però una demora imprevista frustra el gran cop. Anys més tard, un nou incident despertarà la passió aventurera d'aquests tres amics senten renéixer les seves velles il·lusions perdudes. Divertida comèdia de cinema negre a ritme del bolero que li dona el nom.

## Repartiment
- Reynaldo Miravalles
- Rosita Fornés
- Raúl Pomares
- Litico Rodríguez
- Martha Farré.

## Reconeixements
- Premio Caracol a la fotografia (ex-aequo). Festival Nacional UNEAC de Cinema, Ràdio i Televisió. l'Havana, Cuba. 1995.
- Gran Premi (ex-aequo). Festival Internacional de Cinema de Friburg 1995.
- Premi El Quixot atorgat per la FICC. Festival Internacional de Cinema de Friburg 1995.
- Premi (ex-aequo) de la UCCA. Festival Internacional del Nou Cinema Llatinoamericà de l'Havana 1995.
- Premi a millor curtmetratge. Sundance Film Festival. 1995.